# Sensau

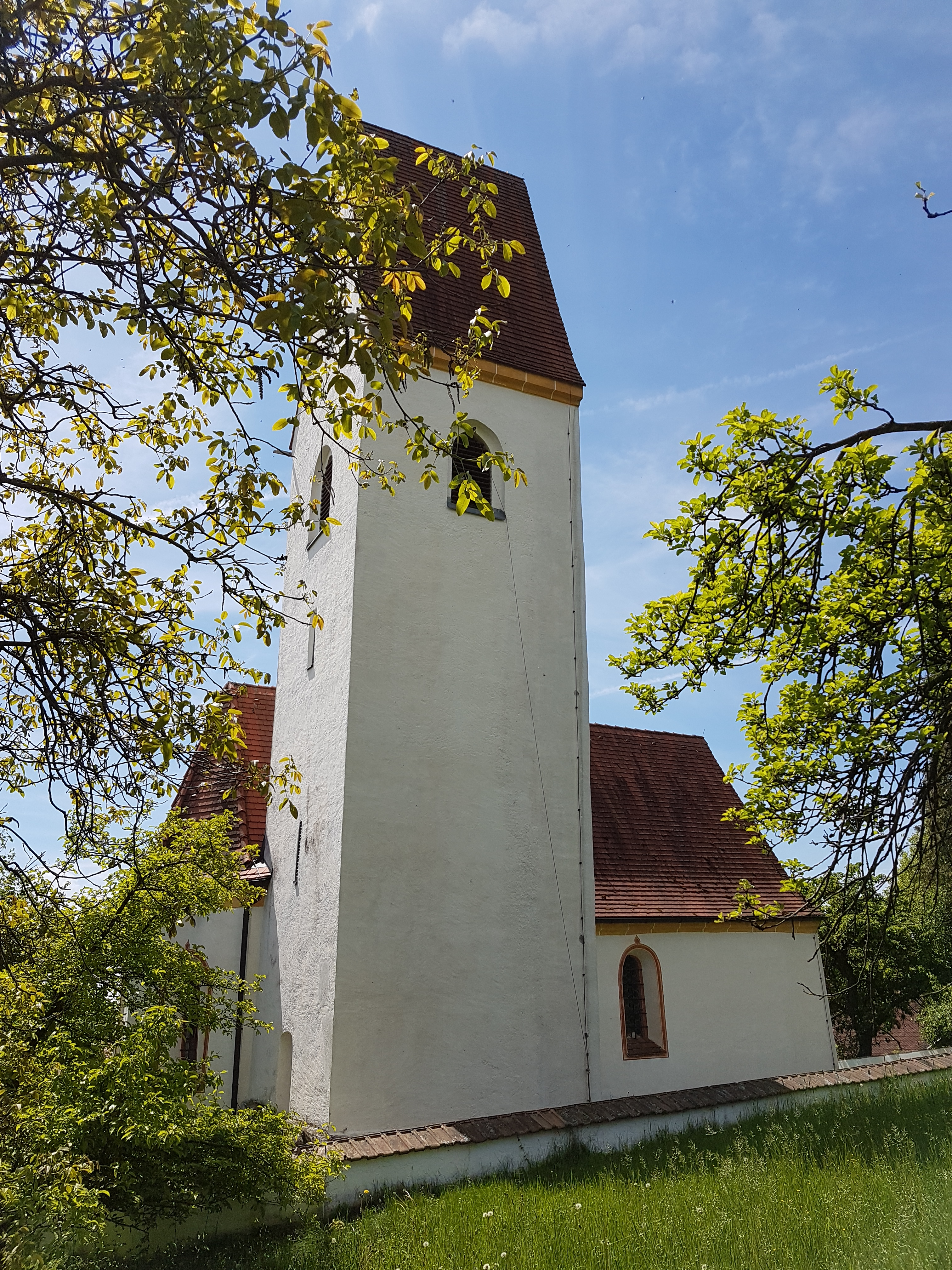
St. Martin Sensau

Sensau ist ein Gemeindeteil der Gemeinde Steinhöring im Landkreis Ebersberg in Oberbayern.

## Geschichte
Sensau wurde bereits im Jahr 807 als senatesauua in Freisinger Urkunden erwähnt. Das Dorf wurde Teil der 1818 durch das bayerische Gemeindeedikt gegründeten Gemeinde Steinhöring.
Bekannt ist der schiefe Turm der Filialkirche St. Martin. Die Filialkirche von Sensau ist ein spätgotischer Bau aus dem Anfang des 16. Jahrhunderts. Die Kirche mit massivem Sattelturm wurde an einen Berghang gebaut. Vor über 100 Jahren begann sich der Untergrund zu senken und der Turm löste sich von der Kirche (Abweichung bis zu 1,20 m vom Lot). 1955 wurde der Turm unterfangen und steht seitdem wieder fest, ist aber seither der „schiefe Turm“ geblieben. Der Patron der Kirche ist der Hl. Martin.

## Öffentlichter Personennahverkehr
Seit 15. Dezember 2014 wird Sensau durch die MVV-Rufbuslinie 443 angebunden, welche Busverbindungen in andere Ortsteile von Steinhöring, die Nachbargemeinde Frauenneuharting sowie Ortsteile von Ebersberg herstellt. In Tulling und Steinhöring bestehen zudem Umsteigemöglichkeiten zur Bahnstrecke Wasserburg–Grafing.